# Balaton (Ungheria)
Balaton è un comune dell'Ungheria di 1.263 abitanti (dati 2001). È situato nella contea di Heves.